# Sigur Rós
A Sigur Rós egy izlandi poszt-rock együttes, zenéjük dallamos, klasszikus és minimalista elemeket is tartalmaz. A név jelentése izlandi nyelven a „győzelem rózsája”, kiejtése pedig nagyjából "sziur rósz". Az együttes jellegzetessége furcsa éteri hangzása és Jónsi, az énekes magas énekhangja.

## Történetük
A csapatot Jón Þór (Jónsi) Birgisson, Georg Hólm és Ágúst Ævar Gunnarsson alapította Reykjavíkban, 1994-ben. Hamarosan megegyeztek a Bad Taste nevű kiadóval, és 1997-ben kiadták első lemezüket a Von-t (Remény). Ezután 1998-ban egy remixalbumot adtak ki Von brigði címmel. A nemzetközi elismerést az 1999-es "Ágætis byrjun" (Jó kezdet) című albummal sikerült elérniük, ekkor már a zenekar tagja volt Kjartan Sveinsson is. Az album híre lassan szájról szájra terjedt az egész világon, és már olyan együttesekkel játszottak egy koncerten, mint a Radiohead. Több számuk megjelent filmekben, sorozatokban. Az Ágætis byrjun albumról a Svefn-g-englar és a Njósnavélin (Untitled-4) című dalok hallhatók a Vanília égbolt című filmben. A 24 című sorozatban is többször felcsendülnek számaik. A csapat egyik jellegzetessége a gitáros, Birgisson technikája: a gitárt vonóval szólaltatja meg, ezzel egészen speciális hanghatást elérve. 2001-ben Ágúst, a dobos kilépett, helyére Orri Páll Dýrason került. Egy évvel később megjelent következő albumuk a ( ). A lemez érdekessége, hogy egy, a zenekar által kitalált nyelven íródott. 2003-ban összeálltak a Radioheaddel, és együtt írtak zenét a Split Sides című darabhoz. 2004-ben albumaikat kiadták Angliában és az Egyesült Államokban is. A következő évben jelent meg a Takk…(Köszönöm…) című albumuk, mely a korai albumaikhoz hasonlít. 2006-ban befejezték világ körüli turnéjukat, bejárták Európát, Észak-Amerikát, Ausztráliát, Új-Zélandot, Hongkongot és Japánt. 2008-ban jelent meg legújabb albumuk a Með suð í eyrum við spilum endalaust (Fülünkben zümmögéssel játszunk a végtelenségig) címmel. Ezen az albumon több gitárt használtak, mint az előzőkön. Mint a legtöbb lemezük, ez is rendkívül jó fogadtatásban részesült. 2010 januárjában az együttes bejelentette, hogy egy ideig visszavonulnak.

## Tagok
- Jón Þór “Jónsi” Birgisson – vokál, vonóval elektromos gitár, billentyűs hangszerek, harmonika
- Georg “Goggi” Hólm – basszusgitár, harangjáték
- Kjartan “Kjarri” Sveinsson – szintetizátor, zongora, elektromos orgona, gitár, fuvola, furulya, oboa, bendzsó (1998-tól)
- Orri Páll Dýrason – dobok, billentyűs hangszerek (1999-től)

Korábbi tagok
- Ágúst Ævar Gunnarsson – dobok (1994-1999)

## Diszkográfia

### Albumok
- Von (album) (Remény) 1997
- Von Brigði (Kiábrándultság) 1998
- Ágætis byrjun (Egy jó kezdet) 1999
- () 2002
- Takk… (Köszönöm…) 2005
- Með suð í eyrum við spilum endalaust (Fülünkben zümmögéssel játszunk a végtelenségig) 2008
- Inni (2011)
- Valtari (2012)
- Kveikur (2013)
- Átta (2023)

### Kislemezek
- Svefn-g-englar (1999)
- Ný batterí (2000)
- Steindór Andersen / Rímur EP (2001)
- Untitled 1 (a.k.a. Vaka) (2003)
- Ba Ba Ti Ki Di Do (2004)
- Hoppípolla (2005) #24 UK
- Sæglópur (2006)

### Egyéb munkák
- Smekkleysa í hálfa öld (1994)
- Popp í Reykjavík (album) (1998)
- Popp í Reykjavík (film) (1998)
- Englar alheimsins (album) (2000)
- Englar alheimsins (film) (2002)
- Hlemmur Soundtrack (2002)
- Hrafnagaldur Óðins (2002)
- The Loch Ness Kelpie Soundtrack (2004)

### Videóklipek
- 2000 Svefn-g-englar (August Jakobsson)
- 2001 Vidrar Vel Til Loftárása (Celebrator = Arni & Kinski)
- 2003 Untitled 1 (a.k.a. Vaka) (Floria Sigismondi)
- 2005 Glósóli (Arni & Kinski)
- 2005 Hoppípolla (Arni & Kinski)
- 2006 Sæglópur (Sigur Rós & Eva Maria Daniels)

## Zenéjük filmekben és sorozatokban
- 127 óra (2010), Festival
- 24 ep 1.19 6pm – 7pm, Ný Batterí
- Vanilla Sky (2001), "Svefn-G-Englar", "Ágætis Byrjun", és egy élőben felvett "Untitled 4 (a.k.a. Njósnavélin, The Nothing Song)"
- Immortel (Ad Vitam) (2004), "Hjartað hamast (bamm bamm bamm)"
- The Life Aquatic with Steve Zissou (2004) Starálfur
- Mysterious Skin (2004), "Untitled 3 (a.k.a. Samskeyti)" vége főcím
- Screaming Masterpiece (2005), élő előadás
- The Girl in the Café (2005), Starálfur
- Top Gear ep 8/6 2005 Bíum Bíum bambaló
- Planet Earth (2006), BBC trailer used "Hoppípolla"
- Roving Mars (2006), "Glósóli" vége főcím
- Children of Men (2006), bemutató alatt "Hoppípolla"
- CSI: Crime Scene Investigation ep. 2.8 (15. November 2001) "Svefn-g-englar"
- CSI: Miami ep. 1.24 (19 May 2003) "Untitled 3 (a.k.a. Samskeyti)"
- Restoration Village ep 4/9 Scotland (18 August 2006) Starálfur & Viðrar vel til loftárása
- Queer As Folk (Season 2), "Svefn-G-Englar"
- ITV News – 3 October 2006 – Hoppípolla
- Sky Sports October Ad
- Lords of Chaos (2018) - Dauðalogn
- It's Always Sunny in Philadelphia (Felhőtlen Philadelphia), 13. évad, 10. epizód: "Mac Finds His Pride" (2018), "Varúð"

## Külső hivatkozások
- Eighteen Seconds Before Sunrise Hivatalos angol honlap
- www.sigurros.is – Hivatalos izlandi oldal